# 7.5 cm Pak 41
7.5cm Pak 41は、第二次大戦中にドイツ軍で運用された対戦車砲である。

## 概要
1939年の7.5cm対戦車砲開発計画に従ってクルップ社が開発し、1941年に採用されたゲルリッヒ砲（口径漸減砲／円錐砲身砲）である。砲身は内径が75mmから55mmへと先細りしていて、砲弾は輪縁（スランジ）が削り絞られた状態で砲口から射出される。Pzgr.41(Hk)の装甲貫徹力は命中角90度の場合、射程1,000mで177mm、1,500mで149mm、2,000mで124mmだった。しかし砲身の摩耗が早く、砲身寿命は約400発に留まっている。また炸薬量は7.5cm Sprgr.34の約27%に留まるが、専用の榴弾である7.5cm Sprgr.41（初速900m/s）も製作されていた。
全体の構造は独特で、二分割型開脚架を防盾に直接接続する事で、重量の軽減と生産の簡易化を図っている。後に、この構造はアメリカ軍の90mm対戦車砲T9に影響を与えている。また砲身は手前から75mm施条部・75mmから55mmへ絞る無施条円錐部・55mm無施条部の三分割式で、摩耗し易い円錐部だけ交換できるようになっていた。
貴重なモリブデン鋼を必要とする他、Pzgr.41(Hk)製造に不可欠なタングステン・カーバイドは海外からの輸入頼りで、大量生産が認められなかった。命中精度にも問題があったとされている。主要装備となった7.5cm PaK 40が重大な敵であったT-34中戦車に対抗できたため、本砲はわずか150門の限定生産に止まった。ただし卓越した火力はKV-1重戦車に有効で、7.5cm PaK 40における有効距離の倍の1,000mでも正面撃破できた。射耗後は大部が廃棄されたが、数門のみラインメタル社製の通常砲身に換装している。
車載版の7.5cm KwK 41はIV号戦車への搭載も計画されたが、タングステン割当の都合により開発中止となった。
なお、日本も7.5cm PaK 41の設計を参考にして、1943年7月に「ゲ式七十五粍対戦車砲」として開発へ着手し、ナト（後の五式七糎半対戦車砲）への搭載も検討していたが、タ弾（成形炸薬弾）の方が優先され、1944年7月に計画を中止している。
| 装甲貫徹力   | 装甲貫徹力  | 装甲貫徹力 | 装甲貫徹力 | 装甲貫徹力 | 装甲貫徹力 | 装甲貫徹力 | 装甲貫徹力 | 装甲貫徹力 | 装甲貫徹力 |
| 比較対象     | 砲弾        | 砲弾       | 砲弾       | 砲弾       | 角度       | 射程       | 射程       | 射程       | 射程       |
| ------------ | ----------- | ---------- | ---------- | ---------- | ---------- | ---------- | ---------- | ---------- | ---------- |
| 略称         | 弾薬        | 弾種       | 弾重       | 初速       | 弾着角     | 500m       | 1,000m     | 1,500m     | 2,000m     |
| 7.5cm PaK 40 | Pzgr.39     | APCBC-HE   | 6.80kg     | 792m/s     | 60°        | 104mm      | 89mm       | 76mm       |            |
| 7.5cm PaK 40 | Pzgr.40     | APCR       | 4.10kg     | 930m/s     | 60°        | 115mm      | 96mm       | 80mm       |            |
| 7.5cm PaK 40 | Pzgr.40(W)  | APCR       | 4.10kg     | 930m/s     | 60°        | 69mm       | 56mm       | 38mm       |            |
| 7.5cm PaK 41 | Pzgr.41(Hk) | APCNR      | 2.58kg     | 1,125m/s   | 60°        | 171mm      | 145mm      | 122mm      | 102mm      |
| 7.5cm PaK 41 | Pzgr.41(W)  | APCNR      | 2.48kg     | 1,230m/s   | 60°        | 80mm       | 67mm       |            |            |
| 7.5cm PaK 41 | Pzgr.41(St) | APCNR      |            | 1,170m/s   | 60°        | 110mm      | 70mm       |            |            |
| 7.5cm KwK 42 | Pzgr.39/42  | APCBC-HE   | 6.80kg     | 925m/s     | 60°        | 124mm      | 111mm      | 99mm       | 89mm       |
| 7.5cm KwK 42 | Pzgr.40/42  | APCR       | 4.75kg     | 1,120m/s   | 60°        | 174mm      | 149mm      | 127mm      | 106mm      |